# Greg Brunner
Greg Thomas Brunner (Charles City, 15 giugno 1983) è un ex cestista statunitense con cittadinanza svizzera.

## Carriera
Cresciuto negli Iowa Hawkeyes, squadra dell'Università dell'Iowa, dove milita dal 2002 al 2006, nella stagione 2006-07 viene ingaggiato dai belgi del RBC Verviers-Pepinster (12,6 punti di media partita). L'anno successivo passa al Telindus Ostenda (10,1 punti di media partita) vincendo la coppa nazionale e disputando anche l'Uleb Cup (7,5 punti di media partita). Dopo due stagioni nella prima divisione belga va a giocare nella Serie A italiana nell'Orlandina Basket Nella stagione 2008-09 andrà a giocare nella lega israeliana per Ironi Nahariya.
Successivamente il 5 dicembre 2008 viene ingaggiato dall'Angelico Biella.
Nell'estate del 2009 viene messo sotto contratto dalla Sutor Montegranaro con cui diventa protagonista grazie ai suoi 12,7 punti e 8,3 rimbalzi per partita nonostante nel corso dell'anno abbia subito un infortunio alla mano.
Nella stagione 2010-11 passa alla Benetton Basket Treviso.
Dal 2006 ad oggi, nei vari campionati disputati, ha giocato 165 partite segnando 1 722 punti per una media di 10,43 punti/partita
Il 18 luglio 2011 torna alla Sutor Montegranaro firmando un contratto biennale.. Con Montegranaro colleziona 15 partite ad una media di 10.6 punti per gara prima di essere ingaggiato da Cantù fino al termine della stagione.
Il 27 luglio 2012 è ufficiale la firma di un contratto biennale con la Trenkwalder Reggio Emilia.
Nell'aprile del 2014, proprio con Reggio Emilia, vince l'EuroChallenge prima di ritirarsi dopo un infortunio subito durante la preparazione con la nazionale svizzera.

## Palmarès
- Coppa del Belgio: 1

Ostenda: 2008
- EuroChallenge: 1

Pallacanestro Reggiana: 2013-14